# Менетрель, Бернар
Бернар Менетрель (фр. Bernard Ménétrel, 22 июня 1906, Париж — 31 марта 1947, Мальмор) — французский врач и политический советник маршала Филиппа Петена во время Второй мировой войны. Он встретился с Гельмутом Кнохеном и пытался вести переговоры с Шарлем де Голлем от имени Петена.

## Ранние годы
Бернар Менетрель родился 22 июня 1906 года. Его отец, Луи, был врачом и личным другом Филиппа Петена.

## Карьера
Как и его отец, Менетрель стал врачом и советником маршала Филиппа Петена. В 1942 году Менетрель был включён в список французских коллаборационистов, которые должны были быть убиты во время войны или преданы суду после неё. По словам известного американского политолога Рауля Хильберга в книге «Уничтожение европейских евреев», 18 июня 1943 года Менетрель встретился с Гельмутом Кнохеном, старшим командиром Sicherheitspolizei (полиции безопасности) и Sicherheitsdienst (разведки) в Париже. Он сказал ему, что Петен согласился лишить французских евреев доступа к хорошей работе. Он добавил, что согласен с чудовищной целью нацистов избавить Европу от евреев «навсегда». По словам Анни Петен, жены Филиппа Петена, Менетрель был одним из крупнейших антисемитов в ближайшем окружении Петена.
В июле 1942 года Менетрель и Поль Расин, личный секретарь Петена, высоко оценили «хорошую работу», которую Франсуа Миттеран делал для правительства Виши.
В 1944 году Петен попросил Менетреля связаться с генералом Шарлем де Голлем и попытаться провести с ним переговоры, но это было безуспешно.
Менетрель старался изобразить Петена слабым человеком, которым манипулирует Пьер Лаваль.

## Личная жизнь
Он был женат на Алине Монкоколь, дочери бизнесмена Селестена Монкоколь. Филипп Петен был его шафером. Бернар с Алиной проживали на авеню Монтень в 8-м округе Парижа.

## Смерть
Менетрель погиб в автокатастрофе 31 марта 1947 года, уснув за рулём.